# Épervier à poitrine rousse
Tachyspiza rhodogaster
Espèce
Statut de conservation UICN

 LC  : Préoccupation mineure
Statut CITES
L’Épervier à poitrine rousse (Tachyspiza rhodogaster) est une espèce de rapace de la famille des Accipitridae.

## Répartition
Cet oiseau peuple l'archipel des Célèbes en Indonésie.

## Habitat
Il habite les forêts humides tropicales et subtropicales et les mangroves.

## Sous-espèces
Selon la classification de référence du Congrès ornithologique international (15.1, 2025) il se répartit en trois sous-espèces (ordre philogénique) :
- T. r. rhodogaster (Schlegel, 1862) — Célèbes ;
- T. r. butonensis (Voous, 1951) — Muna et Butung ;
- T. r. sulaensis (Schlegel, 1866) — îles Banggai et Sula.